# Ser Petracco

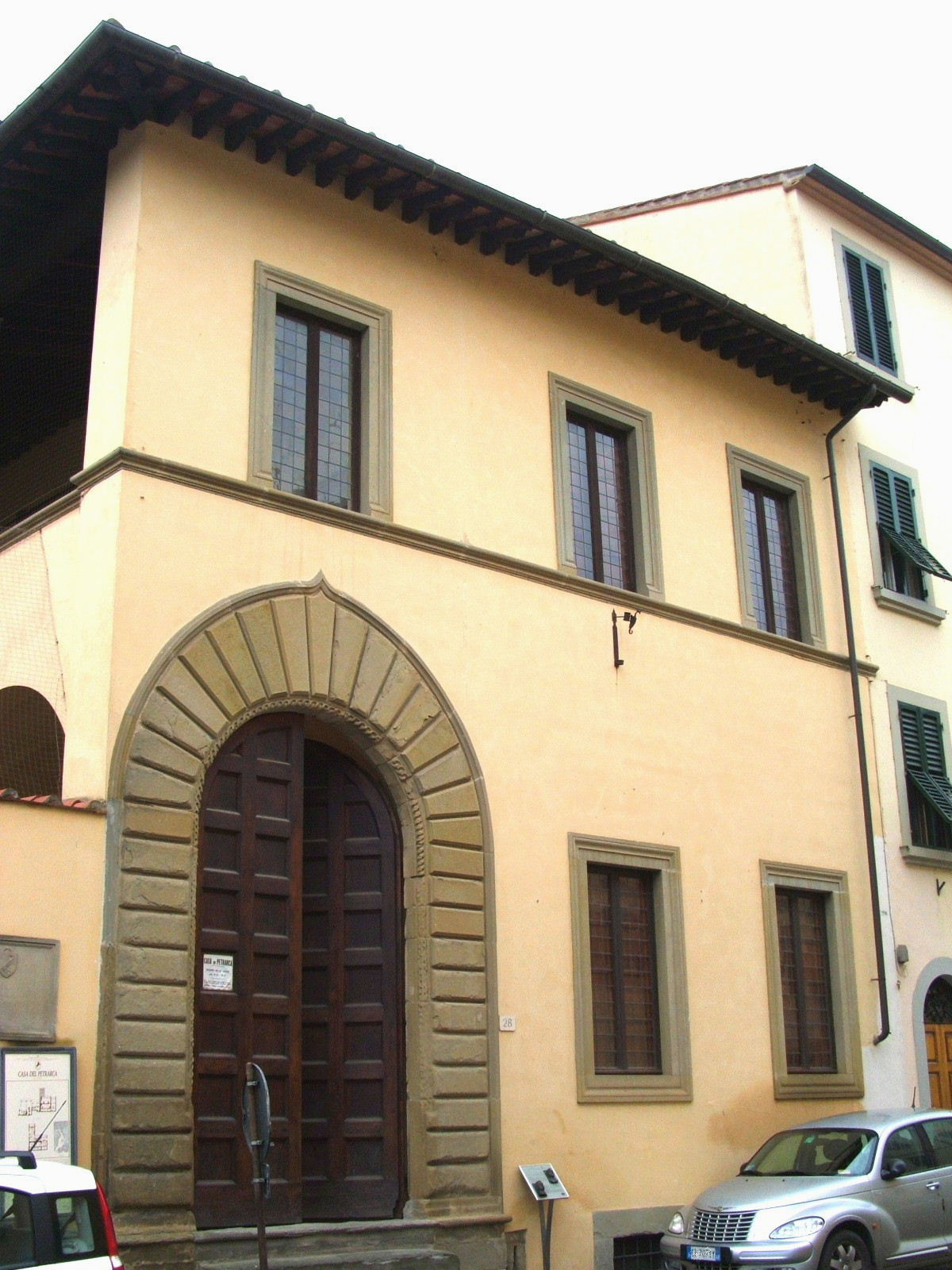
La casa di Ser Petracco ad Arezzo, dove nacque Francesco Petrarca nel 1304

Ser Petracco, pseudonimo di Pietro di Parenzo di Garzo dell'Incisa (Firenze, 1266 circa – Avignone, 1326), è stato un notaio italiano. Padre di Francesco Petrarca, era stato esiliato da Firenze per motivi politici.

## Biografia
Suo padre era Ser Parenzo, figlio di Ser Garzo dell'Incisa che visse 104 anni. Erano tutti notai, nello stesso ufficio in cui Ser Petracco esercitava a Firenze. Ser Petracco fu anche un commerciante e, prima di compiere 35 anni, ricoprì numerose cariche pubbliche: fu "Cancelliere della Commissione per le Riforme" e delegato di un'ambasciata importante a Pisa nel 1301. Nel 1302 sposò Eletta Canigiani (1281-1319), la madre di Francesco Petrarca. Alla fine dello stesso anno, coincidente con il termine della sua carriera politica, fu falsamente accusato di questioni legali in sua assenza: la sentenza fu una multa di 1.000 lire oppure la perdita della mano destra. Rifiutandosi di pagare la multa, venne espropriato della sua proprietà.
Ser Petracco apparteneva alla fazione dei guelfi bianchi e fu amico di Dante Alighieri, esiliato da Firenze nel 1302 per motivi politici legati alla lotta tra i Gherardini di Montagliari e le aperture di Firenze all'arrivo di Carlo di Valois, fatti interni alle lotte tra guelfi bianchi e neri. La sentenza del 10 marzo 1302 emanata da Cante Gabrielli da Gubbio, podestà di Firenze, non solo esiliava i capi della famiglia Gherardini, ma si estendeva anche Ser Petracco ed allo stesso Dante Alighieri: una sentenza, quindi, destinata ad influenzare profondamente la storia della letteratura italiana.
Infatti, a causa dell'esilio paterno, il giovane Francesco Petrarca trascorse l'infanzia in Toscana - prima ad Arezzo, dove nacque il 20 luglio 1304, poi ad Incisa e a Pisa - dove il padre era solito spostarsi per ragioni politico-economiche. Ma già nel 1312 la famiglia (nel frattempo era nato nel 1307 il fratello Gherardo) si trasferì a Carpentras, vicino ad Avignone (Francia), dove Petracco sperava di ottenere incarichi presso la corte papale.
Rimasto vedovo della moglie (1319) si sposò in seconde nozze con Niccolosa figlia di Vanni Sigoli, anch’egli della fazione dei Bianchi, eletto priore di Firenze nel 1301. Negli ultimi anni di vita ser Petracco fece ritorno in Italia, di sicuro nel 1324, in occasione del contratto di dote relativo al matrimonio della figlia Selvaggia con Giovanni di Tano da Semifonte (la dote venne pagata il 12 aprile 1324). 
Morì nel 1326, poco dopo il rientro in Provenza di Francesco dagli studi di diritto civile presso l'Università di Bologna.